# Trigonotis leyeensis
Trigonotis leyeensis är en strävbladig växtart som beskrevs av Wen Tsai Wang. Trigonotis leyeensis ingår i släktet Trigonotis och familjen strävbladiga växter. Inga underarter finns listade i Catalogue of Life.